# Anfilogino Guarisi
Amphilóquio Marques[carece de fontes?] conhecido no Brasil como Filó e conhecido na Itália como Guarisi (São Paulo, 26 de dezembro de 1905 — São Paulo, 8 de junho de 1974), foi um futebolista ítalo-brasileiro, grande ídolo do Corinthians, sendo o primeiro futebolista brasileiro campeão do mundo (ao conquistar a Copa do Mundo de 1934 com a Seleção Italiana).

## Carreira

### Carreira no Brasil
Filó começou a carreira na Portuguesa de Desportos, equipe da qual seu pai, o português Manuel Augusto Marques, foi o segundo presidente. Sua mãe, Vanda Guarise, era uma imigrante italiana.
Em 1925, Filó transferiu-se para o Paulistano, na época o melhor time de São Paulo, sendo companheiro de equipe do lendário Arthur Friedenreich. Naquele mesmo ano Filó marcaria um dos gols da histórica vitória do Paulistano em um amistoso contra a França no Stade Français, jogo que terminou 7–2 para os paulistanos.
Pelo Paulistano, Filó conquistaria três títulos paulistas, em 1926 (quando foi o artilheiro com 16 gols), 1927 e 1929, pela LAF (Liga dos Amadores de Futebol). Também em 1929 ele conquistaria outro título paulista, agora da APEA (Associação Paulista de Esportes Atléticos) pelo Corinthians. Naquela época, havia duas ligas de futebol em São Paulo. Pelo Corinthians, também conquistou a Copa dos Campeões em 1930 e mais um título estadual (1937).

### Seleção Brasileira
Ainda em 1925, no final do ano, Filó faria seus quatro jogos oficiais pela Seleção Brasileira, o primeiro sendo contra o Paraguai, de pé direito: o Brasil venceu por 5–2 e ele marcou seus dois gols pela Seleção. Enfrentaria o Paraguai novamente, com o Brasil vencendo por 3–1, e os outros dois jogos foram ambos contra a Seleção Argentina, com um empate de 2–2 e uma derrota por 4–1. Filó também jogaria pelo Brasil em duas partidas não-oficiais, um empate de 1–1 contra o Corinthians (sua estreia pela Seleção) e outro de 2–2 contra o Newell's Old Boys, da Argentina.
Ele era esperado para integrar a Seleção Brasileira na Copa do Mundo de 1930, no Uruguai. Entretanto, um sério desentendimento entre as ligas carioca e paulista fez com que apenas jogadores do Rio de Janeiro fossem ao mundial. Filó, Friedenreich e outros craques paulistas da época, como Feitiço, acabaram ficando de fora. O único de São Paulo a ir para a Copa foi Araken Patusca, que estava em litígio com seu clube, o Santos.

### Carreira na Itália
Em 1931, Filó foi para a Itália jogar pela Lazio, onde passou a ser chamado de Anfilogino Guarisi ou apenas Guarisi. O clube romano trouxera também seus companheiros de Corinthians De Maria, Del Debbio, Rato e Amílcar além dos jogadores Pepe, Duílio Salatin e Enzio Serafini do rival Palestra (Paulista) e os jogadores do Palestra (Mineiro), Ninão, Nininho e Niginho (que na equipe romana ficaram conhecidos respectivamente como Fantoni I, Fantoni II e Fantoni III). Também foram contratados André Tedesco (do Santos) e Benedito (do Botafogo), onde atuaram juntos na equipe que ficou conhecida como "La Brasilazio".[carece de fontes?]

### Seleção Italiana
Sendo considerado cidadão italiano, por ser filho de uma italiana, Filó pôde jogar pela Squadra Azzurra e por ela participou da Copa do Mundo de 1934, onde a Itália, que era a anfitriã, conquistou seu primeiro título. Guarisi (como ele ficou conhecido na Itália), entretanto, só jogaria o primeiro jogo, na vitória por 7–1 contra os EUA; de qualquer forma, foi o primeiro brasileiro a ser campeão do mundo.
Seu único gol pela Itália fora contra a Grécia, nas eliminatórias para a Copa. Este foi o primeiro gol da Seleção Italiana em uma disputa de eliminatória de Copa do Mundo. Guarisi atuou naquela partida, a única disputada pela Itália nas eliminatórias, ao lado de seu colega Fantoni II, o Nininho, mas este acabou não convocado para o mundial.

### Final da carreira
Filó voltou ao Corinthians em 1937 a tempo de vencer o estadual daquele ano (1937). Em 1938, ele se transferiu diretamente do Corinthians para o arquirrival Palestra Italia (atual Palmeiras), pelo Palestra ele conquistou os Campeonatos Paulistas de 1938 (edição extra) e de 1940.

## Títulos
Paulistano
- Campeonato Paulista: 1926, 1927 e 1929 (LAF)

Corinthians
- Campeonato Paulista: 1929 (APEA), 1930 e 1937
- Campeão dos Campeões de 1930

Palestra Italia
- Campeonato Paulista: 1938 (edição extra) e 1940

Seleção Italiana
- Copa do Mundo: 1934